# Božena Sadílková
Božena Sadílková (28. prosince 1872 Škvorec – ?) byla česká pedagožka a spisovatelka (pseudonym Valičová).

## Životopis
Rodiče: Sadílek Karel, bednář ze Škvorce, Marie Sadílková-Trčková z Ostředka. Sestra Antonie Sadílková (25. srpna 1876).
Božena Sadílková učila v roce 1913 v Praze Libni, chystala se toho roku o prázdninách do Kyjeva, kde hledala bydlení u české rodiny (od 20. července). Byla známá beletristka. Bydlela na Poděbradově ulici číslo 444

## Dílo

### Próza
- Carmen a jiné povídky – Praha: František Švejda, 1907
- Povídka letního večera – Praha: František Švejda, 1912, 1920
- Z bratrské země: kapitoly z Podkarpatské Rusi z let 1922–1931 – Kolín: Valičová, 1932
- Vánoce pod sněhem – Karel Klostermann, Božena Benešová, Božena Valičová, Vlasta Pittnerová. Třebíč: Akcent, 2017 [4]